# وحدة جروبا آزوتي للإنقاذ الكيميائي
وحدة جروبا ازوتي للإنقاذ الكيميائي هي شركة لخدمات الإنتاج تابعة للاتحاد الكيميائي البولندي. مقرها في بولندا في مدينة تارنوف.
تتضمن أنشطة الشركة الأعمال الخطرة على وجه الخصوص مثل: خدمات الإنقاذ المتخصصة، ومعالجة مياه الصرف الصحي واستغلالها، وتخزين النفايات (ذلك يشمل النفايات الخطرة) بالإضافة إلى توفير المساندة لوحدات الإطفاء ومكافحة الحرائق في حالة وجود اخطار كيميائية.
تمتلك الشركة أربعة مختبرات مختصة: مختبر التشخيصات البيطرية وبحوث المنتجات الغذائية في مدينة نوي ساكز، مختبر بحوث المنتجات الغذائية، مختبر حماية البيئة ومختبر اختبار المياه والصرف الصحي في تارنوف، وهي معتمدة من قبل المركز البولندي للاعتماد ولديها موافقات التفتيش الصحي والبيطري.
تقوم الشركة بإجراء أبحاث في نطاق: العوامل المؤذية والمجهدة في مواقع العمل، والاختبارات الكيميائية والميكروبيولوجية للأغذية والمياه، ونقاء السطح والهواء وكذلك نظافة عمليات الإنتاج، الصرف الصحي والمياه الجوفية وحمامات السباحة ومواقع الاستحمام ورواسب الصرف الصحي، بالإضافة إلى الاختبارات التشخيصية البيطرية تقدم المختبرات قياسات للغازات والانبعاثات وكذلك اختبارات التربة وهطول الأمطار.

## السلطات الإدارية
ليسج جناديك - رئيس مجلس الإدارة
أجاتا جورزكوسكا رامس - عضو مجلس الإدارة

## التاريخ
بدات محطة الطوارئ الكيميائية العمل عام 1968 , وكانت مهمتها تصفية التهديدات سواء في المصانع أو في السكك الحديدية والنقل البري .
تم فصل الوحدة عن هيكل المعامل في عام 1994 وبدأت نشاطها المستقل كشركة ذات مسؤولية محدودة في نطاق مجموعة زكادي أزوتوي كابيتال.
أدت التغييرات في الهيكل أيضًا إلى تطوير الشركة وزيادة التوظيف. في عام 2009 ، في معرض (بلاستبول) مُنحت الشركة جائزة «الأصالة وتميز أسلوب الأداء في المعرض» ، والتي قدمت خلالها تعريفًا مرئيًا جديدًا
وظفت الشركة 300 عامل.